# Batalla de San Mateo Xindihui
En la población de San Mateo Xindihui en el Estado de Oaxaca, se libró una batalla que determinó la toma del Estado por parte de las fuerzas juaristas, comandadas por Ignacio R. Alatorre, contra las fuerzas leales al Plan de la Noria comandadas por el General Porfirio Díaz. El ejército federal atacó y derrotó a las fuerzas sublevadas, debido a su superioridad en número de efectivos y municiones, los rebeldes del Gral Porfirio Díaz contraatacaron y en rápidas escaramuzas y cañonazos causaron considerables bajas a las tropas de Alatorre, el General Luis Mier y Terán y Porfirio Díaz recibieron la mayoría de sus efectivos del gobierno del estado de Oaxaca, en ese entonces a cargo de Felipe Díaz Mori, hermano de Porfirio.
Cuando las tropas del General Porfirio Díaz estaban a punto de sucumbir ante las fuerzas del gobierno, Diaz ordenó la retirada y Alatorre tuvo el camino libre para llegar hasta la capital de Oaxaca marchando en forma triunfal. En la Ciudad de México la noticia de la victoria hicieron al gobierno creer que habían conseguido la toma definitiva de Oaxaca y la derrota irreparable de los rebeldes de Díaz.
- Datos: Q5722927